# Piedras Negras
Piedras Negras é uma cidade mexicana localizada no Estado de Coahuila, faz fronteira com a cidade Eagle Pass, no Texas, Estados Unidos. É uma das cidades com melhor qualidade de vida do México. Na cidade é produzido a maior parte do carvão mexicano. A cidade possui um aeroporto internacional e duas pontes internacionais que conectam o México com os Estados Unidos. Em espanhol, Piedras Negras significa Pedras Pretas, uma referência a grande quantidade de carvão da zona.
É uma das Cidades mais violentas do México e é considerada juntamente com a Ciudad Juarez a "Faixa de Gaza mexicana" (desbancando a cidade homônima da Palestina). De acordo com reportagem da BBC, o grupo criminoso denominado "Los Zetas" (comete as mesmas atrocidades que o grupo terrorista DAESH faz no Oriente Médio) tinham controle sobre o Estado de Coahuila.

## História
Em 15 de Junho de 1850, um grupo de 34 homens reuniu-se com o coronel Juan Manuel Maldonado para dar a notícia de que eles haviam criado um ponto de passagem em Piedras Negras, à direita do Rio Grande, ao sul de Fort Duncan, e haviam dado a ele o nome de: Nueva Villa de Herrera. Mais tarde, seria rebatizado de Villa Piedras Negras. Devido à descoberta de grandes depósitos de carvão na região, em 1881, uma ferrovia foi iniciada, terminando em 1883. Com esta construção, a economia regional floresceu e em 1 de dezembro de 1888, foi concedido o estatuto de cidade, desta vez com o nome de Ciudad Porfirio Díaz. Após a queda de Diaz, em 1911, a cidade reverteu para Piedras Negras, Coahuila.